# Graham Bond
Cet article concerne le musicien. Pour l'acteur, voir Grahame Bond.
Graham John Clifton Bond, né le 28 octobre 1937 à Romford (Essex) et mort le 8 mai 1974 à Finsbury Park Station (North London), est un musicien anglais, considéré comme un des précurseurs du British Blues Boom dans les années 1960. Il est notamment à l'origine du groupe Graham Bond Organisation dans lequel jouaient Jack Bruce et Ginger Baker avant de rejoindre Eric Clapton pour former Cream.

## Biographie
Bond fait ses études dans la prestigieuse Royal Liberty School à Gidea Park, East London. En tant que musicien il attire tout d'abord l'attention comme saxophoniste de jazz dans le Don Rendell Quintet.
Par la suite il est brièvement membre de Blues Incorporated — dirigé par Alexis Korner — dans lequel il croise Jack Bruce et Ginger Baker avec lesquels il forme ensuite le Graham Bond Quartet. Le groupe, qui joue principalement du jazz et du rhythm and blues, est d'abord composé de Bond au chant et aux claviers, Ginger Baker à la batterie, Jack Bruce à la contrebasse et pour un court moment par John McLaughlin à la guitare. McLaughlin est ensuite remplacé par Dick Heckstall-Smith au saxophone et le nom du groupe devient Graham Bond Organisation (GBO). Bond est le principal compositeur et il produit également les deux albums studio du groupe, The Sound of '65 et There's a Bond Between Us. 
La GBO est particulièrement connue dans l'histoire de la musique pour avoir été à l'origine de la carrière de deux des futurs membres de Cream. Une des chansons de Bruce et Baker initialement enregistrée avec Bond, Train Time, fait ensuite partie du répertoire de Cream. Quand Jack Bruce et Ginger Baker quittent le groupe, en juillet 1966, Jon Hiseman, futur membre de Colosseum le rejoint. On peut donc dire que Bond fut en quelque sorte le catalyseur de la formation des groupes britanniques Cream et Colosseum.
Confrontée à des luttes internes et aux problèmes grandissants de drogue de Bond, la GBO se sépare en 1967. Les années suivant la fin de GBO, l'état psychique et mental de Bond se détériore. Il montre des symptômes de ce qui serait aujourd'hui appelé trouble bipolaire. 
Après la séparation de la dernière formation de l'Organisation, Bond enregistre quelques chansons solos, travaille en studio et occasionnellement joue avec le Ginger Baker's Air Force. Il se rend également aux États-Unis pour des sessions de studios, notamment avec Harvey Mandel et pour jouer du saxophone sur l'album The Sun, Moon & Herbs de Dr. John (1971).
De retour en Angleterre, Bond se marie avec la chanteuse Dianne Stewart. Le couple travaille ensuite avec Pete Brown pour enregistrer Two Heads are Better Than One en 1972. Bond et sa femme, qui s'intéressent à la magie, forment et mettent fin successivement à plusieurs groupes, dont Holy Magick qui enregistre We Put Our Magick On You (1971).
Confronté tout au long de sa carrière à un problème de drogue, il passe en janvier 1973 un mois l'hôpital pour crise de nerf. Après les échecs presque simultanés de son dernier groupe et de son mariage, Bond forme Magus en compagnie de la chanteuse britannique Carolanne Pegg. Pendant la même période il découvre le chanteur-compositeur-guitariste américain Mick Lee, qu'il prend sous son aile. Ils jouent ensemble mais n'enregistrent pas ; leur association prévue avec Chris Wood du groupe Traffic n'a pas le temps de se réaliser. À la suite de problèmes financiers le groupe Magus s'arrête vers Noël 1973. 
Les années qui suivent, Bond est au plus bas. Sa situation financière est délicate et l'arrêt de Magus l'affecte beaucoup. En 1974 il semble s'être rétabli, mais le 8 mai de cette année il meurt sous les roues d'un train de la Piccadilly line à Finsbury Park Station à Londres (plusieurs sources faisant état d'un suicide). Ses amis s'accordent à dire qu'il était sorti de la drogue bien qu'il soit devenu de plus en plus obsédé par l'occultisme.

## Discographie
- 1961 : Roarin’ with Don Rendell (Jazz)
- 1964 : Live at Klooks Kleek
- 1965 : The Sound of 65
- 1965 : There's a Bond Between Us
- 1969 : Love Is the Law
- 1969 : Mighty Grahame Bond
- 1970 : Solid Bond
- 1970 : Holy Magick
- 1971 : Bond in America
- 1971 : We Put Our Magick on You
- 1972 : This Is Graham Bond
- 1972 : Two Heads Are Better Than One (avec Pete Brown)